# Шварценберг (Форарльберг)
Шварценберг (нім. Schwarzenberg) — містечко та громада округу Брегенц в землі Форарльберг, Австрія. Шварценберг лежить на висоті 696 над рівнем моря і займає площу 25,76 км². Громада налічує 1822 мешканців.
Густота населення 71/км².
Громада лежить в районі, який носить назву Брегенцький ліс. Неподалік розкинулося Боденське озеро. Через містечко протікає річка Брезенцер Ах. Населення Форальбергу розмовляє алеманським діалектом німецької мови, а тому ближче до швейцарців, ніж до населення більшої частини Австрії, яке розмовляє баварсько-австрійським діалектом. Основною індустрією Форальбергу є спортивний туризм, і кожен населений пункт має розвинуту інфраструктуру: транспорт, готелі тощо.
У місті є залізнична станція.
|                                      |
| Шварценберг на мапі округу та землі. |

Адреса управління громади: Hof 454, 6867 Schwarzenberg (Vorarlberg).

## Демографія
Історична динаміка населення міста за даними сайту Statistik Austria

## Відомі особи
- Ангеліка Кауфманн — художниця